# 与謝野町立江陽中学校
与謝野町立江陽中学校（よさのちょうりつ こうようちゅうがっこう）は、京都府与謝郡与謝野町にある公立中学校。周辺には与謝野町役場野田川庁舎がある。

## 沿革
- 1947年（昭和22年）4月 - 石川・市場・岩屋・山田4ヵ村組合立加悦谷第二中学校として開校。校舎は山田小学校を借用。
- 1948年（昭和23年）4月 - 石川・山田2ヵ村組合立加悦谷第二中学校が分離。
- 1949年（昭和24年）4月 - 石川・市場・岩屋・山田4ヵ村組合立加悦谷第二中学校として再発足。
- 1949年（昭和24年）8月 - 独立校舎の起工式を挙行。
- 1951年（昭和26年）4月 - 独立校舎竣工に伴い、 石川・市場・岩屋・山田4ヵ村組合立江陽中学校に改称。
- 1956年（昭和31年）10月 - 野田川町が発足したことで野田川町立江陽中学校に改称。
- 1971年（昭和46年）4月 - 給食を導入。
- 1979年（昭和54年）10月 - 体育館竣工。
- 1986年（昭和61年）9月 - 新校舎竣工。
- 2006年（平成18年）3月1日 - 合併で与謝野町が発足したことで与謝野町立江陽中学校に改称。

## 通学区域
以下の小学校区を通学区域とする。
- 与謝野町立市場小学校（全域）
- 与謝野町立三河内小学校（全域）
- 旧与謝野町立岩屋小学校（全域）
- 与謝野町立山田小学校（全域）
- 与謝野町立石川小学校（全域）

## 著名な出身者
- 上總康行 - 京都大学名誉教授
- 木崎良子 - 陸上競技長距離走・マラソン選手（ダイハツ陸上競技部所属）[1]
- 荻野賢次郎 - プロサッカー選手（アルビレックス新潟・シンガポール所属）[2]
- 川嶋利佳 - 陸上選手（キャノンアスリートクラブ九州所属）

## 交通アクセス
- 京都丹後鉄道宮豊線与謝野駅から徒歩。

## 通学区域が隣接している学校
- 与謝野町立加悦中学校
- 宮津市立宮津中学校
- 与謝野町宮津市中学校組合立橋立中学校
- 京丹後市立大宮中学校
- （兵庫県）豊岡市立但東中学校